# Denise Koopal
Denise Koopal (Utrecht, 22 februari 1980) is een Nederlandse zangeres en presentatrice.
In 1997 stond ze twee keer in de Top 40 met de Nederlandse meidengroep WOW! Ook werkte ze mee aan de soundtrack voor de Nederlandse film Abeltje. In 2001 presenteerde Denise een jaar lang een regionaal radioprogramma, De Nieuwegeinse Top 30. Vanaf 2004 tot 2008 presenteerde ze voor RTL Puzzeltijd, "Live op 4" en in de zomer van 2008 het middagprogramma "Leef je leven".